# Têtu
Têtu ("teimoso" em francês) é a principal revista gay publicada na França. Até 2007, possuía como subtítulo "le magazine des gays et lesbiennes" (lit. "a revista dos gays e lésbicas"), mas depois se afirmou como uma revista para homens gays. Em dezembro de 2012, sua circulação certificada era de 41 961 cópias por mês. Em 2015 sua publicação foi cancelada. Dois anos depois, no dia 28 de fevereiro de 2017, a revista foi relançada.

## História
Fundada em 1995 por Didier Lestrade e Pascal Loubet, e historicamente dirigida por Pierre Bergé, Têtu foi iniciada alguns anos após o fim da revista Gai Pied (publicada entre 1979 e 1992). Bergé vendeu a revista em janeiro de 2013 e, desde então, pertence a Jean-Jacques Augier.
Têtu declarou falência em janeiro de 2015 e entrou em liquidação em julho de 2015, com perdas de €1,1 milhão (R$ 3,5 milhões) em 2014.
Em novembro de 2015, uma startup francesa chamada Idyls comprou a revista e começou a publicar novamente, somente online.

## Visão geral
A revista contém entrevistas com políticos, celebridades, escritores, dançarinos, entre outros, sobre questões LGBT, além de artigos e resenhas sobre livros, filmes, peças ou jogos eletrônicos com temas LGBT. Outra seção está relacionada às notícias LGBT em todo o mundo. Há também cartazes e anúncios de roupas de marca para homens. Além disso, algumas páginas são dedicadas a notícias sobre AIDS, sua prevenção e tratamento. Periodicamente, é publicado um guia informativo gratuito intitulado Têtu+ sobre HIV e AIDS.
A revista também abordou casos internacionais de figuras públicas LGBT de fora da França. Em outubro de 2012, Têtu enviou repórteres à Jordânia para fazer uma matéria sobre o porta-voz da revista LGBT da Jordânia, o modelo Khalid, da revista My.Kali.

## Controvérsia
Em julho de 2011, Alexis Palisson apareceu em uma pose de topless em Têtu com um moko falso e segurando uma taiaha. Isto causou controvérsia na Nova Zelândia, com alguns maoris dizendo que Palisson estava desrespeitando sua cultura e que a permissão deveria ter sido solicitada a um iwi, pois os mokos geralmente representam afiliação a um iwi. Palisson foi forçado a pedir desculpas por qualquer ofensa causada e enfatizou que ele respeita as tatuagens tradicionais.